# Karel Charvát (herec)
Karel Charvát (14. srpna 1930 České Budějovice – 31. prosince 2003 České Budějovice) byl český herec.

## Život
Hrál v pražském Vesnickém divadle. Vystudoval Divadelní fakultu Akademie múzických umění v Praze. V letech 1954 až 1960 hrál v pražském Divadle Jiřího Wolkera. Od roku 1960 až do koínce svého života hrál v Jihočeském divadle v Českých Budějovicích, se kterým hrál také na Otáčivém hledišti v Českém Krumloě.

## Divadelní role (výběr)
- Deset malých černoušků, jako generál Mac Kenzie
- Krumlovská romance, jako Petr Vok
- Lucerna, jako pan Franc
- Radúz a Mahulena, jako Radúz
- Strakonický dudák, jako Vocílka
- Šumař na střeše, jako Tovje
- Veselé paničky windsorské, jako hostinský
- Zimní pohádka, jako Autolycus
- Zorba, jako Zorba[3]
- Ženitba, jako Onučkin

## Filmové role
- 1955 – Ženichové aneb Kdo chce kam, pomozme mu tam, jako Vítek
- 1965 – Každý mladý muž, jako kapitán Pleskot
- 1968 – Já, spravedlnost, jako Herbert
- 1973 – Černý vlk, jako dřevorubec
- 1976 – Případ mrtvých spolužáků, jako televizní osvětlovač
- 1979 – Poprask na silnici E 4, jako technik v cihelně
- 1979 – Tchán, jako návštěvník koleje
- 1990 – Křížová vazba
- 1991 – Slunce, seno, erotika, jako italský restauratér Giancarlo